# 小普倫湖

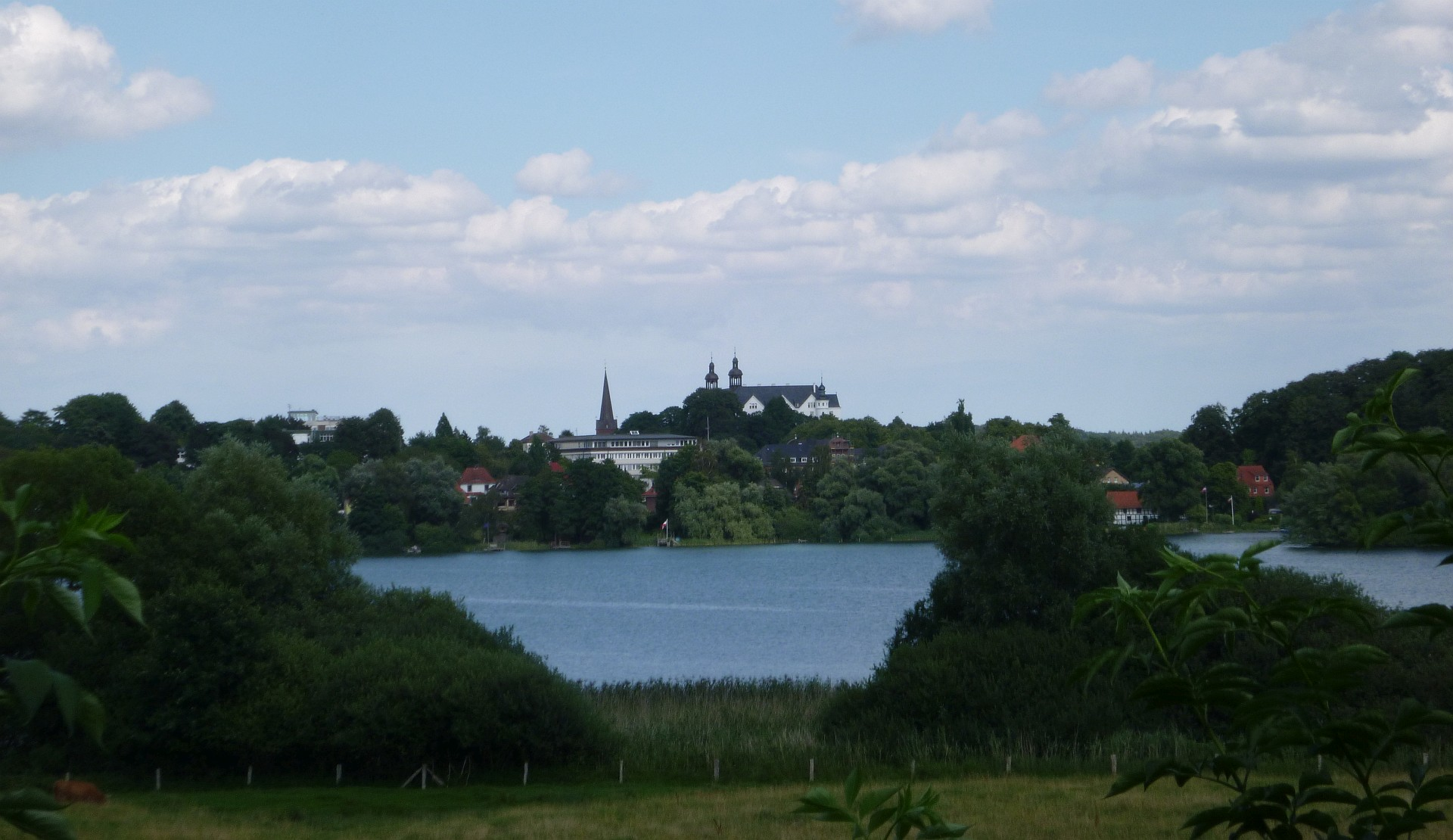

54°9′37″N 10°23′28″E / 54.16028°N 10.39111°E
小普倫湖（德語：Kleiner Plöner See），是德國的湖泊，位於該國北部石勒蘇益格-荷爾斯泰因州，由普倫縣負責管轄，面積2.4平方公里，海拔高度20米，平均水深9米，最大水深31.4米。